# Libro Becerro de la Catedral de Oviedo
El Libro Becerro de la Catedral de Oviedo o Libro de Don Gutierre  es un códice medieval que se conserva en el archivo de la catedral de Oviedo y fechado en 1385.
El códice está formado por 455 hojas de pergamino con una medida cada una de 286x215 mm. El códice está compuesto por 93 documentos escritos en español y que abarcan los años de obispado de Gutierre de Toledo. Setenta y tres de estos documentos son copias simples.
- Datos: Q5974934